# Blood of Saints
Blood of Saints es el tercer álbum (próximo a estrenar) de la banda sueca Engel. Es el primer disco en contar con el baterista Jimmy Olausson. 

## Lista de canciones
| N.º | Título                | Duración |  |
| 1.  | «Question Your Place» | 3:35     |  |
| 2.  | «Frontline»           | 2:57     |  |
| 3.  | «Feel Afraid»         | 3:06     |  |
| 4.  | «Numb»                | 2:54     |  |
| 5.  | «Cash King»           | 4:39     |  |
| 6.  | «One Good Thing»      | 3:20     |  |
| 7.  | «Blood of Saints»     | 3:15     |  |
| 8.  | «Down to Nothing»     | 3:29     |  |
| 9.  | «Drama Queen»         | 3:16     |  |
| 10. | «In Darkness»         | 3:05     |  |
| 11. | «Journey's End»       | 4:50     |  |

## Créditos
- Magnus "Mangan" Klavborn – voz
- Niclas Engelin – Guitarra
- Marcus Sunesson – Guitarra
- Steve Drennan – Bajo
- Jimmy Olausson – Batería